# NuBus

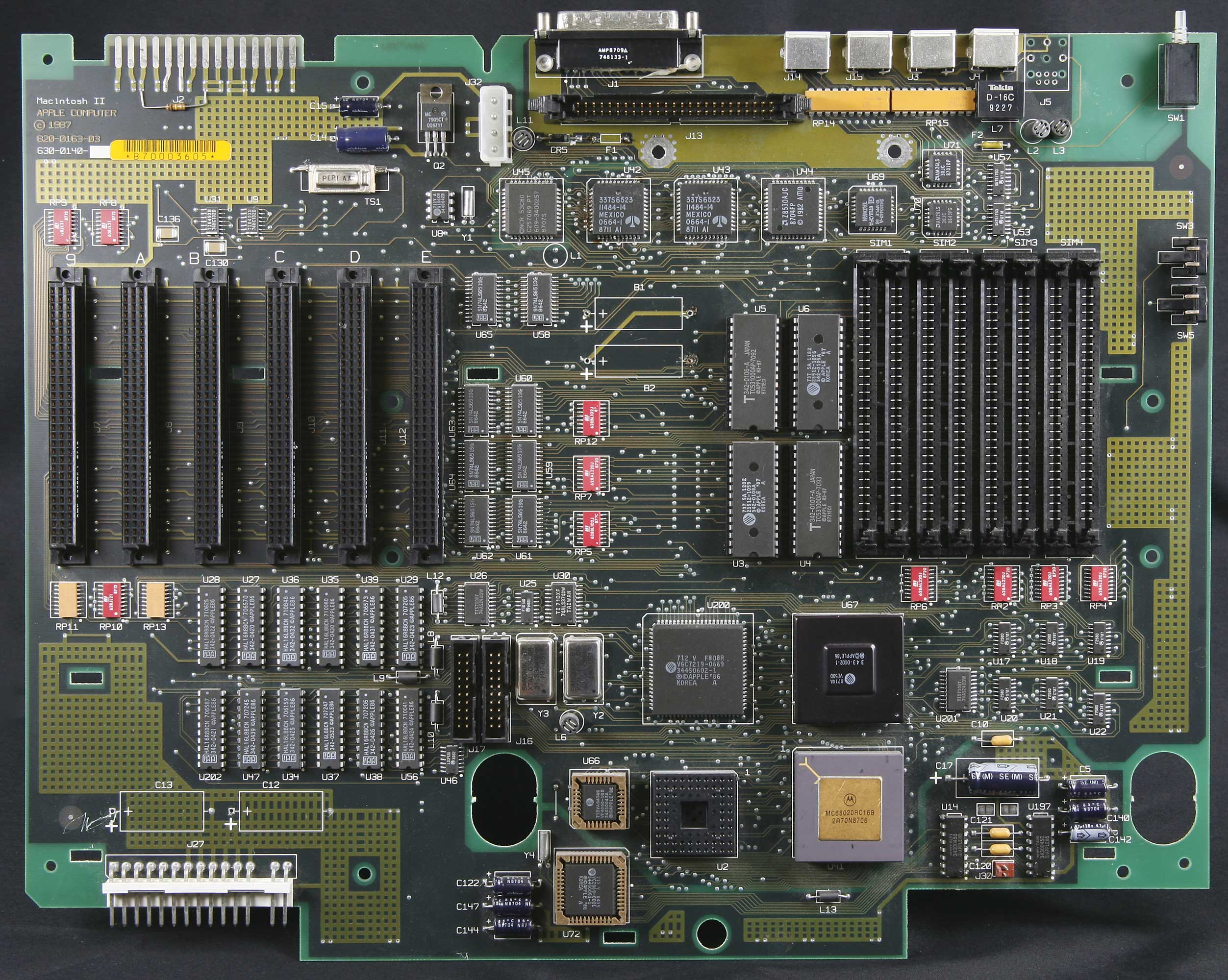
Macintosh II Mainboard mit seinen sechs NuBus slots (links).

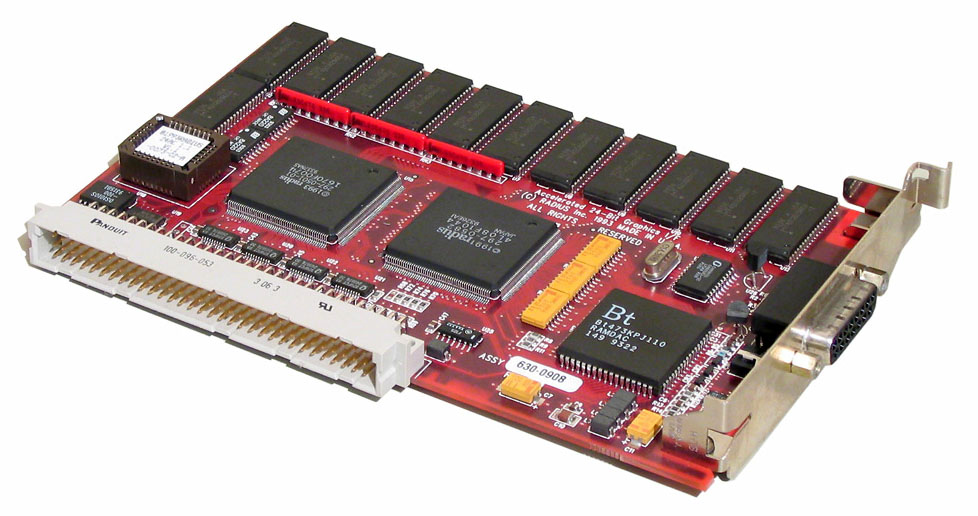
Beispiel einer NuBus Grafikkarte, „Apple Display Card 24AC“.

NuBus ist ein paralleler 32-Bit-Bus, der ursprünglich am MIT als Teil des NuMachine Workstation-Projekts entwickelt und zeitweise von Apple Computer, NeXT Computer und Texas Instruments genutzt wurde. Er wird heutzutage kaum noch eingesetzt.

## NuBus-Architektur
NuBus war ein beachtlicher Fortschritt im Vergleich zu anderen Schnittstellen zu seiner Zeit. Als die meisten Bussysteme noch 8 Bit breit waren (einschließlich der Computer, in denen sie eingesetzt wurden), entschied man sich, beim NuBus eine 32-Bit-Schnittstelle einzuführen, da klar war, dass sich der Markt in diese Richtung entwickeln würde.
Der NuBus arbeitete relativ unabhängig vom Prozessor selbst. Die meisten Bussysteme waren bis dato einfache Leitungen, die aus der CPU in die Backplane gingen. Das bedeutete, dass die Erweiterungskarten mit dem Datenstandard des Prozessors (z. B. Little Endian) im Einklang stehen mussten. Beim NuBus ist dies anders. Die Erweiterungskarten sollen in jedem NuBus-Rechner lauffähig sein, sofern ein passender Gerätetreiber zur Verfügung steht.
Damit es möglich ist, einen passenden Gerätetreiber auszuwählen, wird beim NuBus ein ID-Schema eingesetzt, um die Erweiterungskarten beim Start zu identifizieren. Darüber hinaus braucht der Benutzer nicht mehr das System zu konfigurieren, wie das bei anderen Systemen dieser Zeit noch war. Beispielsweise muss beim ISA-Bus nicht nur der Treiber der Erweiterungskarte gewählt werden, sondern es müssen auch Speicherbereiche und Interrupte der Karte angegeben werden. Der NuBus erwartet keine solche Konfiguration, womit er eines der ersten Beispiele für eine Plug and Play-Architektur ist.
Obwohl der NuBus in vielen Bereichen eine Vereinfachung bei der Handhabung von Hardwareänderungen darstellte, wurde die Entwicklung von Erweiterungskarten komplizierter für die Hersteller. Um die Kompatibilität herzustellen, musste jede Erweiterungskarte einen entsprechenden NuBus-Controller-Chip beherbergen, womit die Herstellungskosten der Erweiterungskarten stiegen. Während heutzutage solche Technik kaum wegzudenken ist, wurde der NuBus in den 1980er Jahren als komplex und teuer angesehen.

## NuBus-Anwendungen
Die NuMachine wurde nie veröffentlicht, jedoch hat Texas Instruments die Technik 1980 übernommen und später als IEEE 1196 standardisieren lassen. Diese Version benutzte einen dreireihigen 96-Pin-Steckverbinder, der auch in anderen Bussystemen wie VME eingesetzt wird. Ein System mit 10 MHz Bustakt konnte eine maximale Datenrate von 37,5 MB/s bei Burst-Transfers (oder durchschnittlich ca. 10 bis 20 MB/s) erreichen. Bei einer späteren Veränderung, NuBus90, wurde die Taktrate auf 20 MHz erhöht, um die Datenrate auf maximal ca. 75 MB/s (durchschnittlich ca. 30 MB/s) zu beschleunigen.
NuBus wurde zuerst in der Lambda Lisp Machine von LMI eingesetzt. Texas Instruments lizenzierte das Design der LMI Lambda Lisp Machine und veröffentlichte eine eigene Variante, den TI Explorer. Die LMI Lambda basierte auf der Designarbeit der MIT NuMachine und der MIT Lisp Machine. Kurze Zeit später, im Jahre 1986, hat Texas Instruments den NuBus in seinem S1500 multiprocessor UNIX system eingesetzt.
Apple Computer hat anschließend den NuBus für das Macintosh-II-Projekt ausgewählt, da dieser perfekt durch Plug-n-Play in die „Einfach zu handhaben“-Philosophie von Apple passte. Dieser wurde in den meisten Macs zwischen späten 1980er, hinein in die 1990er Jahre, genutzt.

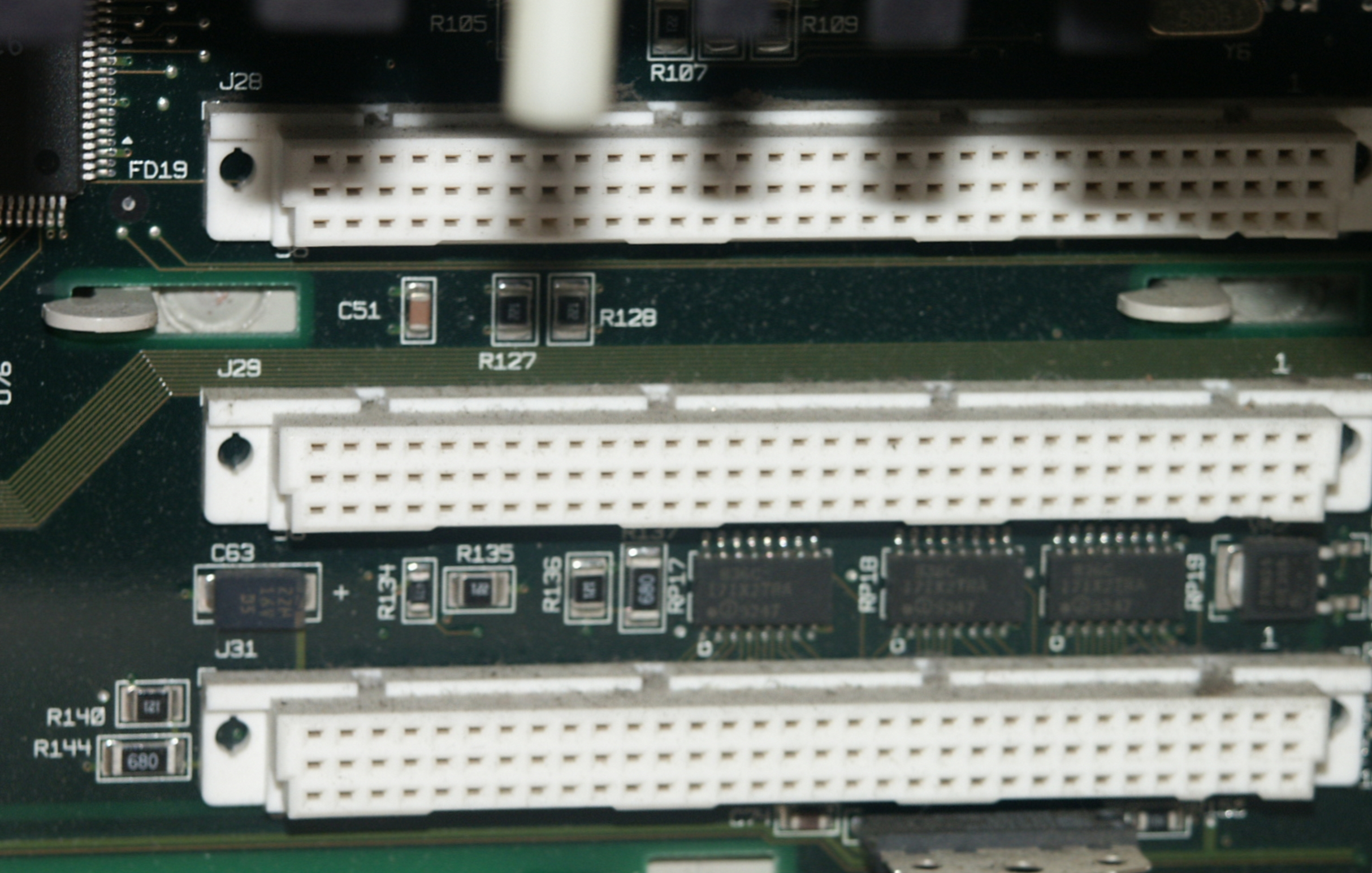
NuBus Schnittstelle in einem Quadra 950

NuBus90 wurde als erstes in den Macintosh Quadras eingesetzt. Die ersten Quadras unterstützten nur die 20-MHz-Variante, wenn zwei Erweiterungskarten miteinander kommunizierten, da der Hauptplatinen-Controller nicht aufgerüstet wurde. Dies wurde später in den 660AV- und 840AV-Modellen verändert und auch in den ersten PowerMac-Modellen eingebaut. Die Implementierung von Apple bot zusätzlich eine permanente +5V-Leitung an, damit Erweiterungskarten zusätzliche Aufgaben erfüllen können (z. B. Anrufüberwachung der Telefonleitung), während der Computer ausgeschaltet war. Diese Veränderung war nicht im NuBus-Standard vorgesehen.
NuBus wurde auch von NeXT Computer eingesetzt, jedoch mit einem anderen Layout als Leiterplatte. NuBus fand kaum weitere Verbreitung, als es Mitte der 1990er Jahre durch den PCI-Bus verdrängt wurde.